# Turó de la Torre (Granera)

El Turó de la Torre, respecte del poble i terme de Granera

El Turó de la Torre és una muntanya de 796 metres que es troba en el terme municipal de Granera, a la comarca del Moianès.
Està situat a migdia del Barri del Castell, just al nord i damunt de l'església romànica de Santa Cecília de Granera. La masia de la Torre és en el vessant sud-oriental del turó.